# Parada (wojsko)

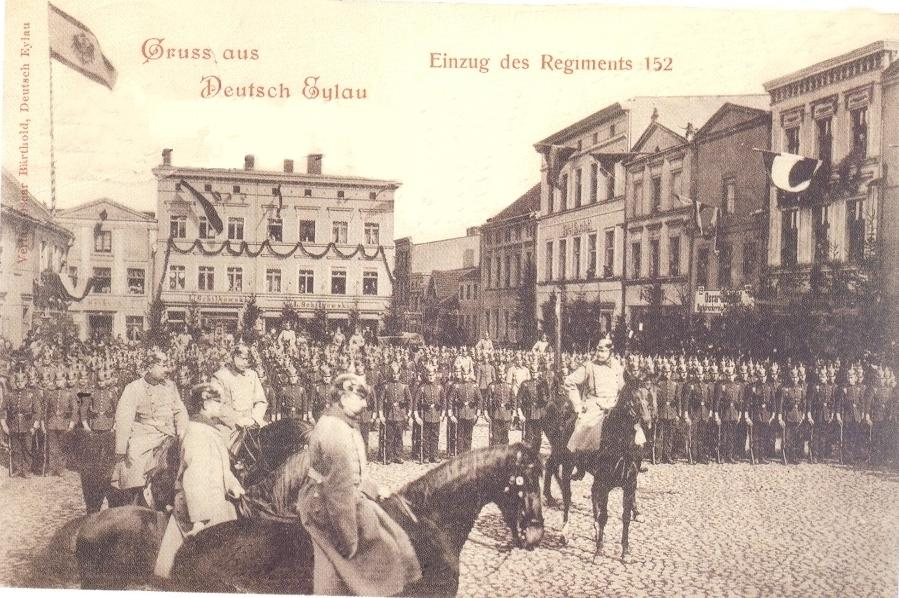
Parada wojskowa w Iławie, 1899

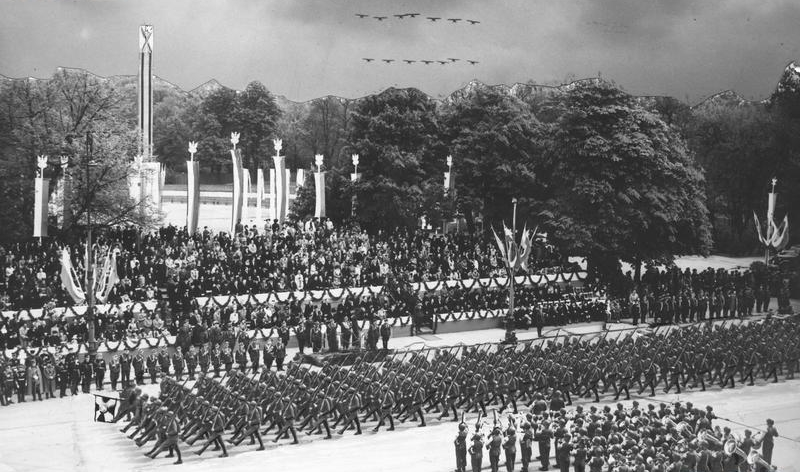
Defilada Wojska Polskiego z okazji dnia 3 maja, Warszawa – 1939

Parada – w terminologii wojskowej występuje kilka rodzajów parad:
- Parada wojskowa – przegląd wojsk zakończony uroczystym przemarszem defiladą[1], organizowany w celu uczczenia świąt i ważnych wydarzeń państwowych lub wojskowych. Paradę wojskową zarządza dowódca garnizonu na podstawie rozkazu swoich przełożonych lub ich zezwolenia[2]. W paradach mogą uczestniczyć pododdziały piesze, konne, sprzęt wojskowy (kołowy i gąsienicowy), okręty, samoloty i śmigłowce[3].

- Parada morska – biorą w niej udział okręty marynarki wojennej różnych klas, a także lotnictwo MW. Często zwyczajowo biorą w niej udział okręty zagranicznych flot. Okręty w czasie postoju ustawia się w kolumnach, w liniach – według klas i typów. W linii, w której stoi okręt flagowy MW, ustawia się również okręty zagranicznych flot. Podczas parady morskiej w czasie postoju załogi uczestniczące w niej ustawia się na zbiórkach lub w „paradzie burtowej”. Paradę morską w czasie postoju przyjmuje się z pokładu motorówki (okrętu)[4]. Paradę morską w czasie ruchu przyjmuje się z pokładu okrętu zakotwiczonego na redzie. Lotnictwo morskie, przelatuje w odpowiednich ugrupowaniach na niskich pułapach zgodnie z kierunkiem ustawienia okrętów[5]
  - Parada burtowa – oddawanie honoru osobie, która z okazji uroczystych świąt państwowych i innych dokonuje przeglądu okrętu z pokładu innej jednostki. W czasie parady burtowej załoga jest ustawiona na górnym pokładzie wzdłuż burty od dziobu do rufy. Paradę burtową stosuje się tylko wtedy, gdy ma podniesioną galę banderową w porcie. Paradę burtową ustawia się też wtedy, gdy okręt opuszcza port wychodząc w ważną misję[2].